# Ahmed Qorei
Ahmed Qorei ou Ahmed Qurei foi um político palestiniano que desempenhou funções de primeiro-ministro da Autoridade Nacional Palestiniana entre Outubro de 2003 e Fevereiro de 2006. É também conhecido como Abu Ala.
Nasceu em Abu Dis, perto de Jerusalém, em 1937, numa família de comerciantes.
Em 1968 torna-se militante da Fatah, principal grupo da Organização para a Libertação da Palestina (OLP). Alcançou proeminência na organização em meados da década de 1970, quando se tornou responsável pela gestão das empresas da OLP no Líbano.
Quando a OLP foi obrigada a abandonar o Líbano em 1983, Qorei partiu com Yasser Arafat para Tunes. No mesmo ano tornou-se chefe do Departamento de Economia do Comité Executivo da OLP. Em 1989 foi nomeado membro do Comité Central da Fatah.
Foi chefe da delegação palestiniana nas negociações secretas que conduziriam aos Acordos de Oslo de Setembro de 1993. No mesmo ano apresentou um plano de desenvolvimento da economia palestiniana numa conferência do Banco Mundial. Foi também responsável pela estruturação do Conselho Palestiniano para o Desenvolvimento e Reconstrução, que recebe a ajuda internacional dada aos territórios palestinianos.
Entre 1994 e 1996 desempenhou funções de ministro da Economia e Comércio e ministro da Indústria na Autoridade Nacional Palestiniana. Em Janeiro de 1996 foi eleito membro do Conselho Legislativo da Palestina por Jerusalém. Foi também presidente deste órgão.
Após a demissão de Mahmoud Abbas como primeiro-ministro da Autoridade Nacional Palestiniana no dia 6 de Setembro de 2003, Yasser Arafat nomeou Qorei como novo primeiro-ministro a 5 de Outubro de 2003. Logo após a sua tomada de posse, envolveu-se no disputa com Arafat em torno de quem deveria ser o ministro do Interior, chegando a ameaçar demitir-se.
A 17 de Julho de 2004 apresentou a sua demissão a Arafat devido a distúrbios na Faixa de Gaza que não foi possível controlar. Arafat recusou o pedido e Qorei permanece como primeiro-ministro.
A 15 de Dezembro de 2005 anuncia a sua demissão devido à sua intenção em se candidatar ao parlamento palestiniano, mas regressa ao cargo nove dias depois, uma vez que desistiu da sua intenção em se candidatar. No dia 26 de Janeiro de 2006 demitiu-se em resultado da vitória do Hamas nas eleições.
Faleceu em 22 de fevereiro de 2023 aos 85 anos. Ahmed Qorei sofria de problemas cardíacos. Era casado e tinha cinco filhos.